# 발트슈타트역
발트슈타트역(독일어: Bahnhof Waldstatt)은 스위스 아펜첼아우서로덴주의 발트슈타트 시정촌에 있는 역이다. 1,000mm 미터궤 아펜첼 철도의 고사우–바서라우엔선에 있다.

## 역사
역은 1925년에 문을 열었다. 2020년에 아펜첼 철도는 역의 리노베이션을 CHF 3백만에 완료했다. 디지털 사이니지, 플랫폼 및 장애인 접근이 개선되었다.

## 서비스
2020년 12월 시간표 변경에 따라 다음 서비스는 발트슈타트에서 정차한다.
- 장크트갈렌 S-반 S23 : 고사우 SG와 바서라우엔 사이를 30분 간격으로 운행한다.